# Centre Dovjenko
Le Centre national Alexandre Dovjenko (également appelé Centre Dovjenko) est une cinémathèque d'État et un pôle culturel à Kiev, en Ukraine.

## Histoire
Le centre Dovjenko a été fondé en 1994 par un décret du président de l'Ukraine. En 2000, le Centre Dovjenko a fusionné avec l'ancienne imprimerie de films de Kiev (créée en 1948), la seule et la plus grande de ce type en Ukraine, et a récupéré ses biens, ses installations et sa collection de films. Depuis 2006, le Centre est membre de la Fédération internationale des archives du film (FIAF). Le Studio Ukrainien du Film d'Animation (alias Ukranimafilm, créé en 1990) a été rattaché au Centre en 2019.
De 2016 à 2019, les anciens locaux industriels du Centre ont fait l'objet d'une rénovation et d'une remise à neuf complètes, et ont été convertis en un pôle culturel multiforme. En septembre 2019, le Centre a ouvert le premier musée du film en Ukraine.

## Structure
Le Centre Dovjenko gère un dépôt de films, des laboratoires chimiques et numériques, le musée du film, des archives cinématographiques et une médiathèque. L'institution est logée dans un bâtiment de huit étages dans le quartier Holosiiv de Kiev. Elle exploite également une salle de spectacle de 300 places, la Scène 6, située au sixième étage, ainsi que plusieurs compagnies et collectifs indépendants de musique et d'arts du spectacle.

## Collection
La collection de films du Centre comprend plus de 7 000 longs métrages, documentaires et films d'animation ukrainiens, russes, américains et européens ; des milliers de documents d'archives, de photos, d'affiches et d'autres objets qui représentent l'histoire du cinéma ukrainien depuis le début du XXe siècle jusqu'à nos jours. La plus ancienne copie de film conservée par le Centre remonte à 1910, et le plus ancien long métrage ukrainien de la collection du Centre a été produit en 1922.